# Anopheles clowi
Anopheles clowi är en tvåvingeart som beskrevs av Rozeboom och Knight 1946. Anopheles clowi ingår i släktet Anopheles och familjen stickmyggor. Inga underarter finns listade i Catalogue of Life.